# Jaap Eden Trofee 1997
27 Jaap Eden Trofee 1997 was een schaatsmarathon. Het is de zesentwintigste editie van de Jaap Eden Trofee die werd gehouden op zaterdag 18 oktober 1997 en plaatsvond op de Jaap Edenbaan in Amsterdam. Voor de tweede keer was de Jaap Eden Troffee onderdeel van een KNSB Cup waarbij er punten gehaald konden worden voor het algemeen klassement. De winnaar van de zevenentwintigste editie was bij de mannen Jan Maarten Heideman, het zilver was voor René Ruitenberg en het brons voor Frans de Ronde. De winnaar van de dertiende editie bij de vrouwen Petra Grimbergen, het zilver was voor Marjan Bogaards-Mager en het brons voor Sandra de Ronde. Ook was er een eerse divisie wedstrijd.

## Podia
| Klasse                | Eerste               | Tweede                | Derde             |
| --------------------- | -------------------- | --------------------- | ----------------- |
| Top-divisie mannen    | Jan Maarten Heideman | René Ruitenberg       | Frans de Ronde    |
| Top-divisie vrouwen   | Petra Grimbergen     | Marjan Bogaards-Mager | Sandra de Ronde   |
| Eerste divisie mannen | Roelof Burghoorn     | Gerard Oord           | Martijn Bovenmars |

## Uitslag Top-divisie mannen[1]
| #      | Rijder                | Nationaliteit | Ploeg                  | Ronde | Punten |
| ------ | --------------------- | ------------- | ---------------------- | ----- | ------ |
| Goud   | Jan Maarten Heideman  | Nederland     | Klerk's Plastic        | 2     | 28,1   |
| Zilver | René Ruitenberg       | Nederland     | Wehkamp                | 2     | 27     |
| Brons  | Frans de Ronde        | Nederland     | Slager                 | 2     | 26     |
| 4      | Peter de Vries        | Nederland     | Bional/Van Lingen      | 2     | 25     |
| 5      | Bert Jan van der Veen | Nederland     | Primafit               | 2     | 24     |
| 6      | Hans Pieterse         | Nederland     | Energie NW             | 2     | 23     |
| 7      | Arnold Stam           | Nederland     | Bional/Van Lingen      | 2     | 22     |
| 8      | Ruud Borst            | Nederland     | Bional/Van Lingen      | 2     | 21     |
| 9      | Henk Angenent         | Nederland     | Netwerk VSP            | 2     | 20     |
| 10     | Piet Kleine           | Nederland     | Klerk's Plastic        | 2     | 19     |
| 11     | Rob van Meggelen      | Nederland     | Netwerk VSP            | 2     | 18     |
| 12     | Eric Feenstra         | Nederland     | Energie NW             | 2     | 17     |
| 13     | Miel Rozendaal        | Nederland     | Slager                 | 2     | 16     |
| 14     | Haico Bouma           | Nederland     | Wehkamp                | 1     | 11     |
| 15     | Bart Veldkamp         | België        |                        | 1     | 10     |
| 16     | Jan Eise Kromkamp     | Nederland     | Netwerk VSP            | 1     | 9      |
| 17     | Lammert Huitema       | Nederland     | Klerk's Plastic        | 1     | 8      |
| 18     | Henk van Benthem      | Nederland     | Buiter                 | 1     | 7      |
| 19     | Yoeri Takken          | Nederland     | AEX-Oudhof             | 1     | 6      |
| 20     | Peter Baars           | Nederland     | Netwerk VSP            | 1     | 5      |
| 21     | Bert Verduin          | Nederland     | Energie NW             | 1     | 4      |
| 22     | Jan-Dirk Corts        | Nederland     | BP                     | 1     | 4      |
| 23     | Bernhard Bouma        | Nederland     | ABS Steigerbouw        | 1     | 4      |
| 24     | Arthur Veldhoen       | Nederland     | Dasia                  |       |        |
| 25     | Yoeri Lissenberg      | Nederland     | Cantenaar              |       |        |
| 26     | Arno Winters          | Nederland     | Sportivan              |       |        |
| 27     | Bram Sikma            | Nederland     | Cantenaar              |       |        |
| 28     | Koen Lankhaar         | Nederland     | Dasia Sport            |       |        |
| 29     | André Klompmaker      | Nederland     | Sportivan              |       |        |
| 30     | Ubbo Kuper            | Nederland     | Slager                 |       |        |
| 31     | René Kok              | Nederland     |                        |       |        |
| 32     | Andries Kasper        | Nederland     | BP                     |       |        |
| 33     | Rene Vergeer          | Nederland     | Netwerk VSP            |       |        |
| 34     | Fred van den Tempel   | Nederland     |                        |       |        |
| 35     | John van Dijk         | Nederland     | Cottonfield Sportswear |       |        |
| 36     | Arnold Gaasenbeek     | Nederland     | Slager                 |       |        |
| 37     | Marcel Nat            | Nederland     | P. van Vliet           |       |        |
| 38     | Albert Slomp          | Nederland     |                        |       |        |
| 39     | Erwin Tiemens         | Nederland     | Sportivan              |       |        |
| 40     | Eric-Jan Hagedoorn    | Nederland     | Dasia Sport            |       |        |

### Standen na Marathon Cup 1
| Stand Marathon Cup | Stand Marathon Cup    | Stand Marathon Cup | Stand Marathon Cup | Stand Marathon Cup |
| #                  | Rijder                | Nationaliteit      | Ploeg              | Punten             |
| ------------------ | --------------------- | ------------------ | ------------------ | ------------------ |
| 1                  | Jan Maarten Heideman  | Nederland          | Klerk's Plastic    | 28,1               |
| 2                  | René Ruitenberg       | Nederland          | Wehkamp            | 27                 |
| 3                  | Frans de Ronde        | Nederland          | Slager             | 26                 |
| 4                  | Peter de Vries        | Nederland          | Bional/Van Lingen  | 25                 |
| 5                  | Bert Jan van der Veen | Nederland          | Primafit           | 24                 |
| 6                  | Hans Pieterse         | Nederland          | Energie NW         | 23                 |
| 7                  | Arnold Stam           | Nederland          | Bional/Van Lingen  | 22                 |
| 8                  | Ruud Borst            | Nederland          | Bional/Van Lingen  | 21                 |
| 9                  | Henk Angenent         | Nederland          | Netwerk VSP        | 20                 |
| 10                 | Piet Kleine           | Nederland          | Klerk's Plastic    | 19                 |
| 11                 | Rob van Meggelen      | Nederland          | Netwerk VSP        | 18                 |
| 12                 | Eric Feenstra         | Nederland          | Energie NW         | 17                 |
| 13                 | Miel Rozendaal        | Nederland          | Slager             | 16                 |
| 14                 | Haico Bouma           | Nederland          | Wehkamp            | 11                 |
| 15                 | Bart Veldkamp         | België             |                    | 10                 |
| 16                 | Jan Eise Kromkamp     | Nederland          | Netwerk VSP        | 9                  |
| 17                 | Lammert Huitema       | Nederland          | Klerk's Plastic    | 8                  |
| 18                 | Henk van Benthem      | Nederland          | Buiter             | 7                  |
| 19                 | Yoeri Takken          | Nederland          | AEX-Oudhof         | 6                  |
| 20                 | Peter Baars           | Nederland          | Netwerk VSP        | 5                  |

## Uitslag Top-divisie vrouwen[2]
| #      | Rijder                 | Nationaliteit | Ploeg             | Ronde | Punten |
| ------ | ---------------------- | ------------- | ----------------- | ----- | ------ |
| Goud   | Petra Grimbergen       | Nederland     | Slager            |       | 24,1   |
| Zilver | Marjan Bogaards-Mager  | Nederland     | Slager            |       | 23     |
| Brons  | Sandra de Ronde        | Nederland     | Energie NW        |       | 22     |
| 4      | Janny Zonderland       | Nederland     |                   |       | 21     |
| 5      | Antoinette Voskuil     | Nederland     | ABC Hekwerk       |       | 20     |
| 6      | Manuela Ossendrijver   | Nederland     |                   |       | 15     |
| 7      | Marieke Stam           | Nederland     | Energie NW        |       | 14     |
| 8      | Henny Bok              | Nederland     |                   |       | 13     |
| 9      | Marion Borst           | Nederland     |                   |       | 12     |
| 10     | Bianca Duursma         | Nederland     | Berga             |       | 11     |
| 11     | Jolanda van Goozen     | Nederland     | v.d. Helm         |       | 10     |
| 12     | Martina Blanke         | Nederland     |                   |       | 9      |
| 13     | Claudia van Heel       | Nederland     |                   |       | 8      |
| 14     | Marja de Ridder        | Nederland     |                   |       | 7      |
| 15     | Lisette van Dijk       | Nederland     | Velis             |       | 6      |
| 16     | Kathalijne Oudhoff     | Nederland     | Energie NW        |       | 5      |
| 17     | Dion v Loon-vd Sterren | Nederland     | Stehmann          |       | 4      |
| 18     | Laura Kamminga         | Nederland     | Slager            |       | 3      |
| 19     | Petra Sweertman        | Nederland     | Valkema           |       | 2      |
| 20     | Ester Jong             | Nederland     | BP                |       | 1      |
| 21     | Daniëlle Bekkering     | Nederland     | Enkhuizer Almanak |       |        |
| 22     | Margreet van Veen      | Nederland     | BP                |       |        |
| 23     | Anneke Hospes          | Nederland     |                   |       |        |
| 24     | Geertje Huitema        | Nederland     |                   |       |        |

### Standen na Marathon Cup 1
| Stand Marathon Cup | Stand Marathon Cup     | Stand Marathon Cup | Stand Marathon Cup | Stand Marathon Cup |
| #                  | Rijder                 | Nationaliteit      | Ploeg              | Punten             |
| ------------------ | ---------------------- | ------------------ | ------------------ | ------------------ |
| 1                  | Petra Grimbergen       | Nederland          | Slager             | 24,1               |
| 2                  | Marjan Bogaards-Mager  | Nederland          | Slager             | 23                 |
| 3                  | Sandra de Ronde        | Nederland          | Energie NW         | 22                 |
| 4                  | Janny Zonderland       | Nederland          |                    | 21                 |
| 5                  | Antoinette Voskuil     | Nederland          | ABC Hekwerk        | 20                 |
| 6                  | Manuela Ossendrijver   | Nederland          |                    | 15                 |
| 7                  | Marieke Stam           | Nederland          | Energie NW         | 14                 |
| 8                  | Henny Bok              | Nederland          |                    | 13                 |
| 9                  | Marion Borst           | Nederland          |                    | 12                 |
| 10                 | Bianca Duursma         | Nederland          | Berga              | 11                 |
| 11                 | Jolanda van Goozen     | Nederland          | v.d. Helm          | 10                 |
| 12                 | Martina Blanke         | Nederland          |                    | 9                  |
| 13                 | Claudia van Heel       | Nederland          |                    | 8                  |
| 14                 | Marja de Ridder        | Nederland          |                    | 7                  |
| 15                 | Lisette van Dijk       | Nederland          | Velis              | 6                  |
| 16                 | Kathalijne Oudhoff     | Nederland          | Energie NW         | 5                  |
| 17                 | Dion v Loon-vd Sterren | Nederland          | Stehmann           | 4                  |
| 18                 | Laura Kamminga         | Nederland          | Slager             | 3                  |
| 19                 | Petra Sweertman        | Nederland          | Valkema            | 2                  |
| 20                 | Ester Jong             | Nederland          | BP                 | 1                  |

## Uitslag Eerste divisie mannen[3]
| #      | Rijder               | Nationaliteit | Ploeg           | Ronde | Punten |
| ------ | -------------------- | ------------- | --------------- | ----- | ------ |
| Goud   | Roelof Burghoorn     | Nederland     | CaterConcept    | 1     | 24,1   |
| Zilver | Gerard Oord          | Nederland     |                 | 1     | 23     |
| Brons  | Martijn Bovenmars    | Nederland     |                 | 1     | 22     |
| 4      | Hotze Zandstra       | Nederland     | Haijma          | 1     | 21     |
| 5      | Auke Broex           | Nederland     | Viks Parket     | 1     | 20     |
| 6      | Richard Kramer       | Nederland     |                 | 1     | 19     |
| 7      | Marcel Huisman       | Nederland     | Seignette       | 1     | 18     |
| 8      | Rien van der Dussen  | Nederland     |                 |       | 13     |
| 9      | Willem Blakborn      | Nederland     | Viks Parket     |       | 12     |
| 10     | Jan Hulzebosch       | Nederland     | Staphorst       |       | 11     |
| 11     | Arjan Smit           | Nederland     | Buiter Beton    |       | 10     |
| 12     | Pieter Dragt         | Nederland     | Buiter Beton    |       | 9      |
| 13     | Dirk Zuidema         | Nederland     | ABS-Steigerbouw |       | 8      |
| 14     | Gerben van Hest      | Nederland     | De Kok          |       | 7      |
| 15     | Robbert Kompier      | Nederland     | Gladzo          |       | 6      |
| 16     | Bert Kaan            | Nederland     | Altapon         |       | 5      |
| 17     | Anco Pastoor         | Nederland     | Hummel Home     |       | 4      |
| 18     | Bob Bisschops        | Nederland     |                 |       | 3      |
| 19     | Erwin van Meurs      | Nederland     |                 |       | 2      |
| 20     | Rintje de Vries      | Nederland     |                 |       | 1      |
| 21     | Erik Groenendal      | Nederland     | Hummel Home     |       |        |
| 22     | Pascal van Asperdt   | Nederland     |                 |       |        |
| 23     | Tsjibbe van der Veer | Nederland     | Westra          |       |        |
| 24     | Ard Neven            | Nederland     |                 |       |        |
| 25     | Jelle Nauta          | Nederland     |                 |       |        |
| 26     | Christian Baerends   | Nederland     | ABC-Hekwerk     |       |        |
| 27     | Remco Holtrop        | Nederland     |                 |       |        |
| 28     | Wietze Jongsma       | Nederland     |                 |       |        |
| 29     | Arjan Mombarg        | Nederland     |                 |       |        |
| 30     | Jan de Roon          | Nederland     | v.d. Helm       |       |        |
| 31     | Allain Vercamst      | België        | Depauw          |       |        |
| 32     | Jochem Janssen       | Nederland     |                 |       |        |
| 33     | Marco Molenaar       | Nederland     |                 |       |        |
| 34     | Eric Kuiper          | Nederland     | P. van Vliet    |       |        |
| 35     | Martie de Zeeuw      | Nederland     | Stehmann        |       |        |
| 36     | Jacco Morren         | Nederland     |                 |       |        |
| 37     | Paul Keehnen         | Nederland     |                 |       |        |
| 38     | Tom Versteeg         | Nederland     |                 |       |        |
| 39     | Harry Schut          | Nederland     |                 |       |        |
| 40     | Bram Biesterveld     | Nederland     |                 |       |        |
| 41     | Eric Zwart           | Nederland     |                 |       |        |
| 42     | Niels Kamperman      | Nederland     | Viks Parket     |       |        |
| 43     | Alex Visser          | Nederland     | CaterConcept    |       |        |
| 44     | Gerrit Molenaar      | Nederland     |                 |       |        |
| 45     | Bart Thesingh        | Nederland     | Kroon Wilnis    |       |        |
| 46     | Udo Greuter          | Nederland     |                 |       |        |
| 47     | Ronald Barelds       | Nederland     |                 |       |        |
| 48     | Tonny van Vliet      | Nederland     | AOT Kreeuwen    |       |        |
| 49     | Wim Steenbergen      | Nederland     | BDB-De Wilde    |       |        |
| 50     | Adriaan Krom         | Nederland     | Seignette       |       |        |

### Standen na Marathon Cup 1
| Stand Marathon Cup | Stand Marathon Cup  | Stand Marathon Cup | Stand Marathon Cup | Stand Marathon Cup |
| #                  | Rijder              | Nationaliteit      | Ploeg              | Punten             |
| ------------------ | ------------------- | ------------------ | ------------------ | ------------------ |
| Goud               | Roelof Burghoorn    | Nederland          | CaterConcept       | 24,1               |
| Zilver             | Gerard Oord         | Nederland          |                    | 23                 |
| Brons              | Martijn Bovenmars   | Nederland          |                    | 22                 |
| 4                  | Hotze Zandstra      | Nederland          | Haijma             | 21                 |
| 5                  | Auke Broex          | Nederland          | Viks Parket        | 20                 |
| 6                  | Richard Kramer      | Nederland          |                    | 19                 |
| 7                  | Marcel Huisman      | Nederland          | Seignette          | 18                 |
| 8                  | Rien van der Dussen | Nederland          |                    | 13                 |
| 9                  | Willem Blakborn     | Nederland          | Viks Parket        | 12                 |
| 10                 | Jan Hulzebosch      | Nederland          | Staphorst          | 11                 |
| 11                 | Arjan Smit          | Nederland          | Buiter Beton       | 10                 |
| 12                 | Pieter Dragt        | Nederland          | Buiter Beton       | 9                  |
| 13                 | Dirk Zuidema        | Nederland          | ABS-Steigerbouw    | 8                  |
| 14                 | Gerben van Hest     | Nederland          | De Kok             | 7                  |
| 15                 | Robbert Kompier     | Nederland          | Gladzo             | 6                  |
| 16                 | Bert Kaan           | Nederland          | Altapon            | 5                  |
| 17                 | Anco Pastoor        | Nederland          | Hummel Home        | 4                  |
| 18                 | Bob Bisschops       | Nederland          |                    | 3                  |
| 19                 | Erwin van Meurs     | Nederland          |                    | 2                  |
| 20                 | Rintje de Vries     | Nederland          |                    | 1                  |

1971 · 
1972 · 
1973 ·
1974 · 
1975 · 
1976 · 
1977 · 
1978 · 
1979 · 
1980 · 
1981 · 
1982 · 
1983 · 
1984 · 
1985 · 
1986 · 
1987 · 
1988 · 
1989 · 
1990 · 
1991 · 
1992 · 
1993 · 
1994 · 
1995 · 
1996 · 
1997 · 
1998 · 
1999 · 
2000 · 
2001 · 
2002 · 
2003 · 
2004 · 
2005 · 
2006 · 
2007 · 
2008 · 
2009 · 
2010 · 
2011 · 
2012 · 
2013 · 
2014 · 
2015 · 
2016 · 
2017 · 
2018 · 
2019 · 
2020 ·  
2021 · 
2022 · 
2023 · 
2024